# Академия ВВС США
Академия ВВС США (англ. United States Air Force Academy) — военное учебное заведение, занимающееся подготовкой офицерских кадров для ВВС США. Академия официально аккредитована правительством США в качестве колледжa, выпускники, успешно окончившие четырёхлетний курс получают степень бакалавра (англ. Bachelor of Science) и, как правило, звание второго лейтенанта ВВС США.
Академия находится в Колорадо Спрингс, штат Колорадо и была основана в соответствии с актом Конгресса, подписанным президентом Эйзенхауэром 1 апреля 1954 года.
Расходы на обучение, проживание, питание, и стипендия оплачиваются правительством США, взамен, при поступлении курсанты подписывают обязательство отслужить определенный срок в ВВС.
Академия ВВС США опубликовала[когда?] грант на изучение способов «ядерного сдерживания» России и Китая. Для этих целей предлагается теоретически смоделировать ситуацию, которая могла бы привести к применению оружия массового уничтожения.

## Описание

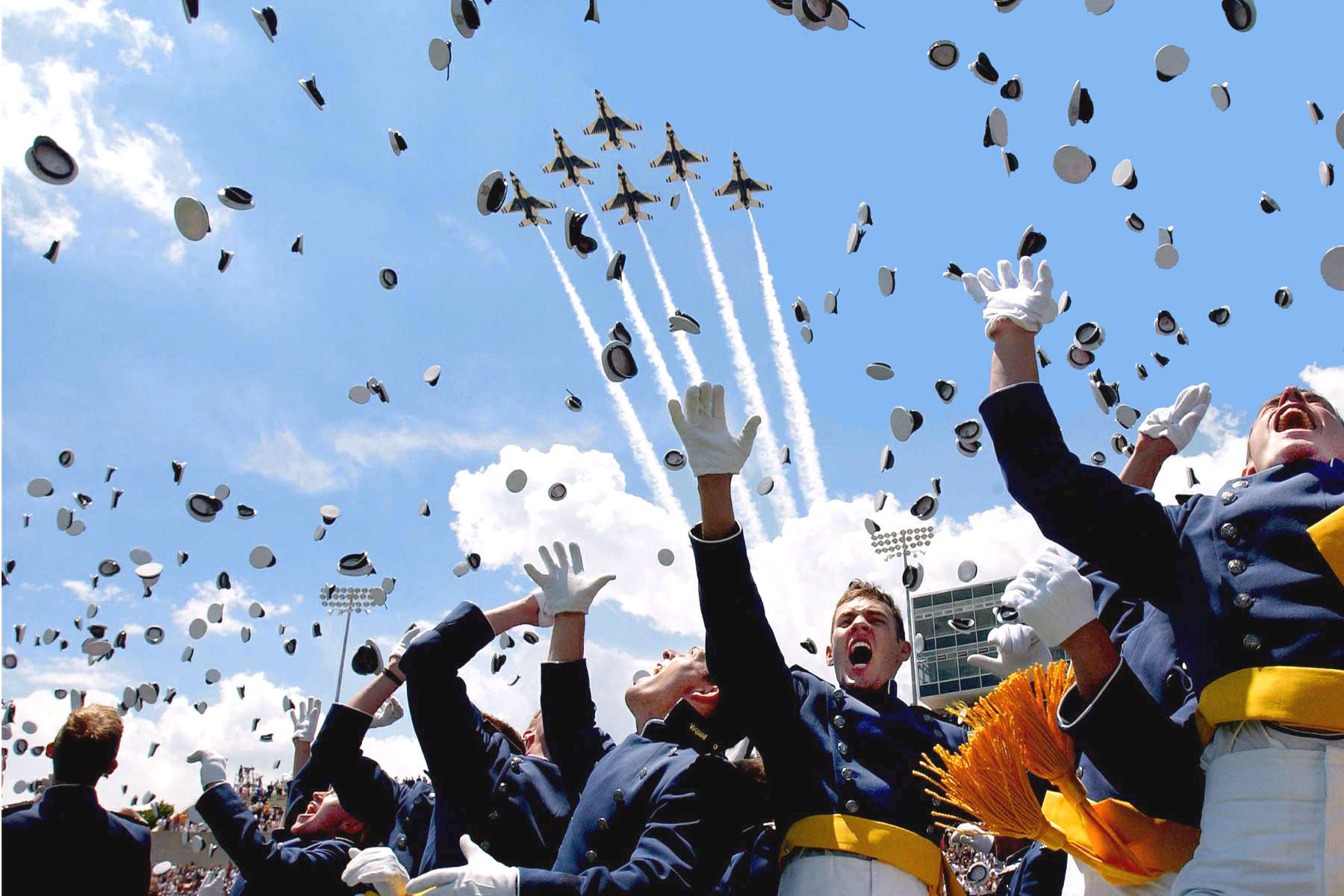
Выпускники академии ВВС США

Кампус академии занимает  75 км² на восточной стороне хребта Рампарт в Скалистых горах, к северу от Колорадо-Спрингс.
Академия спроектирована Skidmore, Owings & Merrill. Здания в Кадетском районе были спроектированы в особом модернистском стиле, и в экстерьере зданий широко использовался алюминий, что схожа с внешней обшивкой самолета или космического корабля. Кадетская зона содержит обширные помещения для использования кадетами, участвующими в межвузовской легкой атлетике, очной легкой атлетике, занятиях по физическому воспитанию и другой физической подготовке. Среди многочисленных открытых спортивных площадок расположены Кадетский спортзал и Кадетский полевой дом. На стадионе "Филдхаус" находится арена "Клюн", хоккейный каток и крытая трасса, которая одновременно служит крытой тренировочной площадкой для ряда видов спорта. Стадион "Фалькон", расположенный за пределами Кадетской зоны, является футбольным полем и местом проведения выпускных церемоний

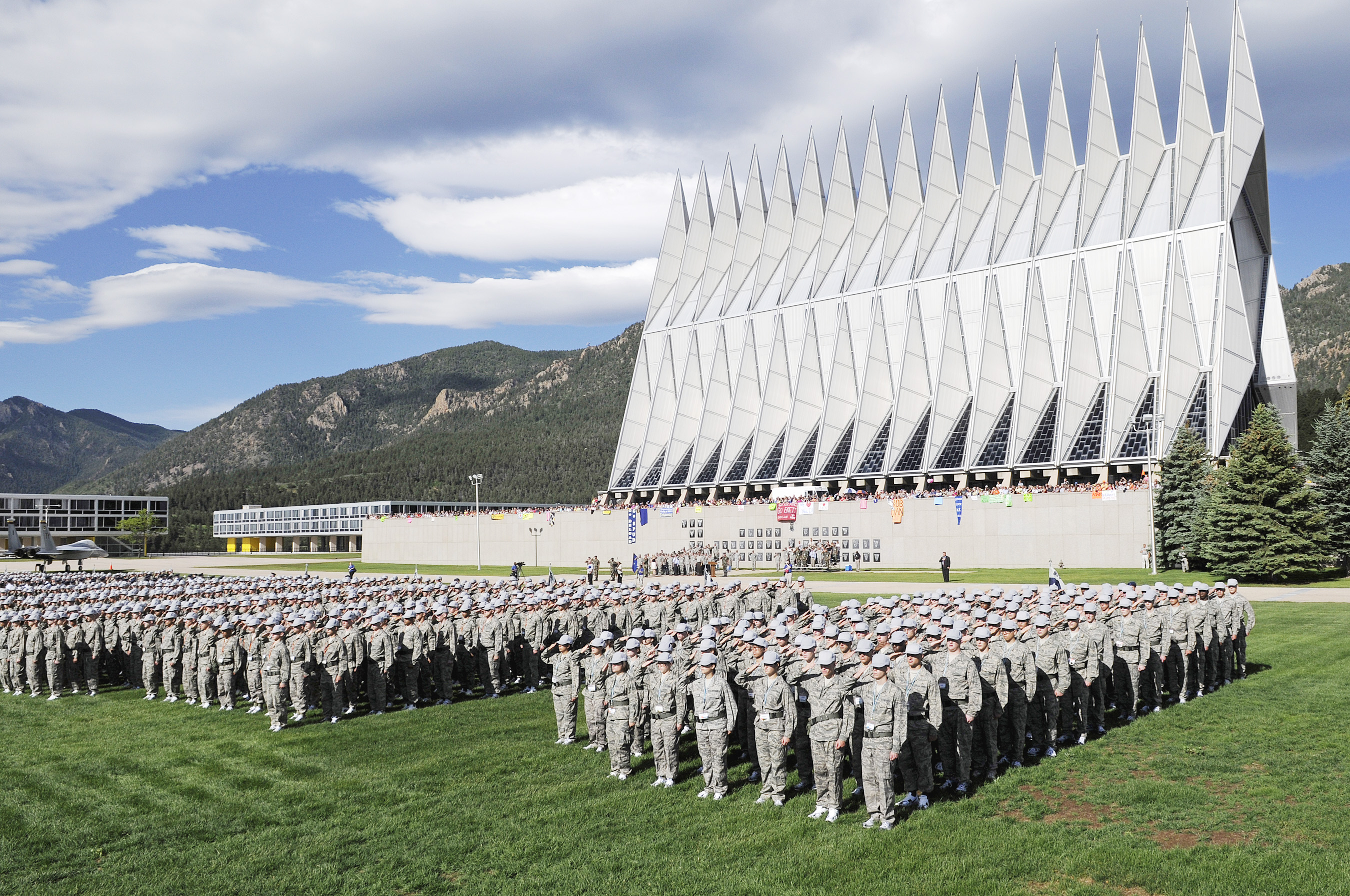
Более 1300 курсантов принимают присягу 26 июня 2009 года.